# داكنز نازون
داكنز نازون (Duckens Moses Nazon) (مواليد 7 أبريل 1994)، هو لاعب كرة قدم كان يلعب كمهاجم. يلعب مع منتخب هايتي لكرة القدم منذ عام 2014.

## وصلات خارجية
- داكنز نازون على موقع اتحاد تركيا (لاعب) (الإنجليزية)
- داكنز نازون على موقع قاعدة بيانات كرة القدم.إي يو (الإنجليزية)
- داكنز نازون على موقع ناشيونال فوتبول تيمز (الإنجليزية)
- داكنز نازون على موقع Soccerbase.com (لاعب) (الإنجليزية)
- داكنز نازون على موقع Soccerway.com (الإنجليزية)
- داكنز نازون على موقع عالم كرة القدم.نت (الإنجليزية)
- داكنز نازون على موقع GSA (الإنجليزية)